# Non so dire no
Non so dire no è un singolo del rapper italiano Jake La Furia, pubblicato il 7 ottobre 2016 come sesto estratto dal secondo album in studio Fuori da qui.

## Video musicale
Il videoclip, diretto da Trilathera, è pubblicato in concomitanza con il lancio del singolo attraverso il canale YouTube del rapper.

## Tracce
1. Non so dire no (Single Version) – 3:45